# Tournoi de beach-volley de Rome
Le tournoi de beach-volley de Rome est l'une des manches à avoir été inscrite au calendrier du FIVB Beach Volley World Tour, le circuit professionnel mondial de beach-volley sous l'égide de la Fédération internationale de volley-ball.
La compétition se tient à cinq reprises entre 2009 et 2013 dans la ville italienne de Rome.

## Éditions
| # | Année | Date messieurs | Date dames    | Catégorie             | Site         | Diffuseur TV |
| - | ----- | -------------- | ------------- | --------------------- | ------------ | ------------ |
| 1 | 2009  | 12 au 17 mai   | -             | Tournoi open          |              |              |
| 2 | 2010  | 18 au 23 mai   | 17 au 22 mai  | Grand Chelem          |              |              |
| 3 | 2011  | 13 au 19 juin  | 13 au 19 juin | Championnats du monde |              |              |
| 4 | 2012  | 13 au 17 juin  | 12 au 17 juin | Grand Chelem          |              |              |
| 5 | 2013  | 18 au 23 juin  | 18 au 23 juin | Grand Chelem          | Foro Italico |              |

## Palmarès

### Messieurs
| Année | Vainqueurs                          | Finalistes                       | Troisième place                        |
| ----- | ----------------------------------- | -------------------------------- | -------------------------------------- |
| 2009  | Julius Brink et Christoph Dieckmann | Pedro Cunha et Pedro Solberg     | Harley Marques Silva et Alison Cerutti |
| 2010  | Phil Dalhausser et Todd Rogers      | Alison Cerutti et Emanuel Rego   | Adrian Gavira et Pablo Herrera         |
| 2011  | Alison Cerutti et Emanuel Rego      | Marcio Araujo et Ricardo Santos  | Julius Brink et Jonas Reckermann       |
| 2012  | Jake Gibb et Sean Rosenthal         | Alison Cerutti et Emanuel Rego   | Sébastien Chevallier et Sascha Heyer   |
| 2013  | Phil Dalhausser et Sean Rosenthal   | Mārtiņš Pļaviņš et Jānis Šmēdiņš | Bruno Oscar Schmidt et Pedro Solberg   |

### Dames
| Année | Vainqueurs                                    | Finalistes                       | Troisième place                            |
| ----- | --------------------------------------------- | -------------------------------- | ------------------------------------------ |
| 2010  | Jennifer Kessy et April Ross                  | Laura Ludwig et Sara Niedrig     | Maria Antonelli et Talita Antunes da Rocha |
| 2011  | Larissa França et Juliana Felisberta da Silva | Misty May-Treanor et Kerri Walsh | Zhang Xi et Xue Chen                       |
| 2012  | Simone Kuhn et Nadine Zumkehr                 | Laura Ludwig et Sara Niedrig     | Jennifer Kessy et April Ross               |
| 2013  | Talita Antunes da Rocha et Taiana Lima        | Jennifer Kessy et April Ross     | Liliane Maestrini et Barbara Seixas        |

## Tableau des médailles

### Messieurs
| Nation     | Or | Argent | Bronze | Total |
| ---------- | -- | ------ | ------ | ----- |
| États-Unis | 3  | -      | -      | 3     |
| Brésil     | 1  | 4      | 2      | 7     |
| Allemagne  | 1  | -      | 1      | 2     |
| Lettonie   | -  | 1      | -      | 1     |
| Espagne    | -  | -      | 1      | 1     |
| Suisse     | -  | -      | 1      | 1     |

### Dames
| Nation     | Or | Argent | Bronze | Total |
| ---------- | -- | ------ | ------ | ----- |
| Brésil     | 2  | -      | 2      | 4     |
| États-Unis | 1  | 2      | 1      | 4     |
| Suisse     | 1  | -      | -      | 1     |
| Allemagne  | -  | 2      | -      | 2     |
| Chine      | -  | -      | 1      | 1     |